# Regiões de Portugal

Mapa das nove regiões de Portugal

Em Portugal, existem nove regiões, correspondentes à segunda divisão das Unidades Territoriais para Fins Estatísticos, também conhecidas como NUTS, que se distribuem entre as nove regiões nacionais. Esta divisão tem sido cada vez mais utilizada para definir as áreas de atuação dos serviços desconcentrados dos vários ministérios, substituindo os distritos.
As nove regiões são as seguintes:
- Norte,
- Centro,
- Oeste e Vale do Tejo,
- Grande Lisboa,
- Península de Setúbal,
- Alentejo,
- Algarve,
- Açores,
- Madeira.

Estas incluem também as regiões autónomas dos Açores e da Madeira, que constituem simultaneamente uma sub-região. Do ponto de vista geográfico, são incluídas na lista das regiões, mas, devido à sua autonomia em comparação com as restantes sete regiões do continente, são diferenciadas.
As regiões são compostas por uma ou várias sub-regiões, que se subdividem em vários municípios, e estes, por sua vez, em uma ou mais freguesias. As regiões Norte, Centro, Oeste e Vale do Tejo e Alentejo são compostas por várias sub-regiões. Já as regiões Grande Lisboa, Península de Setúbal, Algarve, Madeira e Açores são formadas por apenas uma sub-região, que tem o mesmo nome.
A partir de 1 de fevereiro de 2024, entrarão em vigor as novas NUTS de Portugal, aumentando de sete para nove o número de regiões em território nacional. A antiga região da Área Metropolitana de Lisboa foi dividida em duas novas regiões: Grande Lisboa e a Península de Setúbal. As regiões Centro e o Alentejo também sofreram alterações nas suas fronteiras, resultando na criação de uma nova região chamada Oeste e Vale do Tejo.

## As regiões
A seguinte lista demonstra os dados de cada uma das nove regiões portuguesas, divididas em sede, população, variação populacional, área, densidade populacional e o número de sub-regiões, municípios e freguesias.
| Região               | Sede             | População (2024) | Variação (desde 2023) | Área (em km²) | Densidade (habitantes por km²) | Sub-regiões | Municípios | Freguesias |
| -------------------- | ---------------- | ---------------- | --------------------- | ------------- | ------------------------------ | ----------- | ---------- | ---------- |
| Norte                | Porto            | 3 692 842        | 0.52 %                | 21 286        | 173                            | 8           | 86         | 1 426      |
| Grande Lisboa        | Lisboa           | 2 156 612        | 1.41 %                | 1 390         | 1 552                          | 6           | 75         | 790        |
| Centro               | Coimbra          | 1 717 560        | 1.29 %                | 23 273        | 74                             | 3           | 36         | 250        |
| Oeste e Vale do Tejo | Caldas da Rainha | 865 315          | 1.49 %                | 9 201         | 94                             | 1           | 9          | 81         |
| Península de Setúbal | Setúbal          | 848 507          | 1.67 %                | 1 625         | 522                            | 1           | 9          | 37         |
| Algarve              | Faro             | 492 747          | 1.78 %                | 4 997         | 99                             | 4           | 47         | 231        |
| Alentejo             | Évora            | 474 894          | 0.04 %                | 27 330        | 17                             | 1           | 16         | 67         |
| Madeira              | Funchal          | 259 440          | 1.10 %                | 801           | 324                            | 1           | 19         | 155        |
| Açores               | Ponta Delgada    | 241 718          | 0.29 %                | 2 322         | 104                            | 1           | 11         | 54         |
| Portugal             |                  | 10 749 635       | 1.03 %                | 92 225        | 117                            | 26          | 308        | 3 091      |

## Divisões NUTS

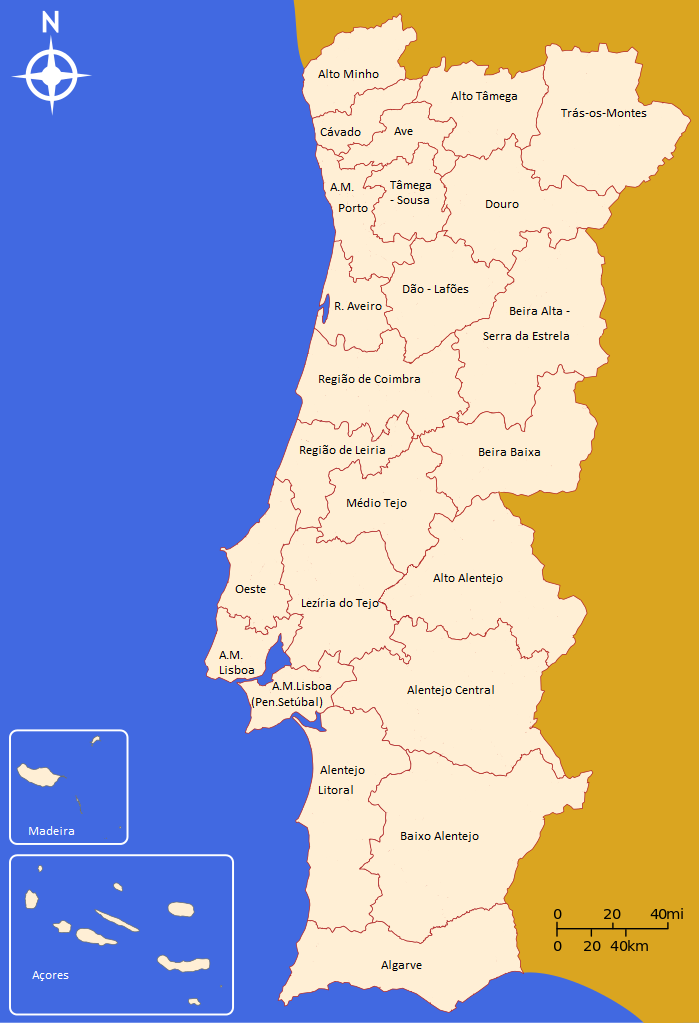
Sub-regiões, ou NUTS 3, de Portugal

Existem três divisões das Unidades Territoriais para Fins Estatísticos, também conhecida como as NUTS, que dividem o país diferentemente:

Regiões, ou NUTS 2, de Portugal

- NUTS 1: divisão entre Portugal Continental e as ilhas dos Açores e da Madeira;
- NUTS 2: divisão entre as sete regiões nacionais e;
- NUTS 3: divisão entre as 25 sub-regiões nacionais.

| Cód. | NUTS 1                     | Cód. | NUTS 2                     | Cód.  | NUTS 3                      |
| ---- | -------------------------- | ---- | -------------------------- | ----- | --------------------------- |
| PT1  | Portugal Continental       | PT11 | Norte                      | PT111 | Alto Minho                  |
| PT1  | Portugal Continental       | PT11 | Norte                      | PT112 | Cávado                      |
| PT1  | Portugal Continental       | PT11 | Norte                      | PT119 | Ave                         |
| PT1  | Portugal Continental       | PT11 | Norte                      | PT11A | Área Metropolitana do Porto |
| PT1  | Portugal Continental       | PT11 | Norte                      | PT11B | Alto Tâmega e Barroso       |
| PT1  | Portugal Continental       | PT11 | Norte                      | PT11C | Tâmega e Sousa              |
| PT1  | Portugal Continental       | PT11 | Norte                      | PT11D | Douro                       |
| PT1  | Portugal Continental       | PT11 | Norte                      | PT11E | Terras de Trás-os-Montes    |
| PT1  | Portugal Continental       | PT15 | Algarve                    | PT150 | Algarve                     |
| PT1  | Portugal Continental       | PT19 | Centro                     | PT191 | Região de Aveiro            |
| PT1  | Portugal Continental       | PT19 | Centro                     | PT192 | Região de Coimbra           |
| PT1  | Portugal Continental       | PT19 | Centro                     | PT193 | Região de Leiria            |
| PT1  | Portugal Continental       | PT19 | Centro                     | PT194 | Viseu Dão-Lafões            |
| PT1  | Portugal Continental       | PT19 | Centro                     | PT195 | Beira Baixa                 |
| PT1  | Portugal Continental       | PT19 | Centro                     | PT196 | Beiras e Serra da Estrela   |
| PT1  | Portugal Continental       | PT1A | Península de Setúbal       | PT1A0 | Península de Setúbal        |
| PT1  | Portugal Continental       | PT1B | Grande Lisboa              | PT1B0 | Grande Lisboa               |
| PT1  | Portugal Continental       | PT1C | Alentejo                   | PT1C1 | Alentejo Litoral            |
| PT1  | Portugal Continental       | PT1C | Alentejo                   | PT1C2 | Baixo Alentejo              |
| PT1  | Portugal Continental       | PT1C | Alentejo                   | PT1C3 | Alto Alentejo               |
| PT1  | Portugal Continental       | PT1C | Alentejo                   | PT1C4 | Alentejo Central            |
| PT1  | Portugal Continental       | PT1D | Oeste e Vale do Tejo       | PT1D1 | Oeste                       |
| PT1  | Portugal Continental       | PT1D | Oeste e Vale do Tejo       | PT1D2 | Médio Tejo                  |
| PT1  | Portugal Continental       | PT1D | Oeste e Vale do Tejo       | PT1D3 | Lezíria do Tejo             |
| PT2  | Região Autónoma dos Açores | PT20 | Região Autónoma dos Açores | PT200 | Região Autónoma dos Açores  |
| PT3  | Região Autónoma da Madeira | PT30 | Região Autónoma da Madeira | PT300 | Região Autónoma da Madeira  |

## População

### Habitantes

#### Residentes
Portugal registou uma população de 10 421 117 habitantes no ano de 2021, um crescimento de 0,26 % comparado com o ano anterior de 2020. A Região do Norte é a região mais populosa de todas as sete regiões nacionais, registando 3 609 978 habitantes, tendo 34,6 % da população nacional e um crescimento de 0,24 % comparado com o ano anterior de 2020. A seguir vem a Área Metropolitana de Lisboa com 2 883 645 habitantes, tendo 27,7 % da população nacional e um decrescimento de 0,04 % comparado com o ano anterior de 2020, sendo a única região portuguesa em registar um decrescimento populacional em 2021. A Região do Centro em terceiro lugar, com 2 252 648 habitantes contabiliza 21,6 % da população nacional, registando um crescimento de 0,58 %. Em quarto lugar vem a Região do Alentejo, com 713 376 habitantes, 6,9 % da população e um crescimento de 0,61 % desde 2020, a Região do Algarve de seguida, em quinto lugar, com 469 983 habitantes, 4,5 % da população nacional e um crescimento de 0,02 % desde 2020. A Região da Madeira, com 252 693 habitantes e 2,4 % da população nacional, é a sexta região mais populosa do país, com um crescimento de 0,31 %, a seguida da Região dos Açores com 238 794 habitantes, 2,3 % da população nacional e um crescimento de 0,50 % desde 2020.
| Posição | Posição          | Região                       | População (em 2021) | Percentagem (da população nacional) | Crescimento (desde 2020) |
| Em 2021 | Comparada a 2020 | Região                       | População (em 2021) | Percentagem (da população nacional) | Crescimento (desde 2020) |
| ------- | ---------------- | ---------------------------- | ------------------- | ----------------------------------- | ------------------------ |
| 1       | (0)              | Região do Norte              | 3 609 978           | 34,6 %                              | 0,24 %                   |
| 2       | (0)              | Área Metropolitana de Lisboa | 2 883 645           | 27,7 %                              | 0,04 %                   |
| 3       | (0)              | Região do Centro             | 2 252 648           | 21,6 %                              | 0,58 %                   |
| 4       | (0)              | Região do Alentejo           | 713 376             | 6,9 %                               | 0,61 %                   |
| 5       | (0)              | Região do Algarve            | 469 983             | 4,5 %                               | 0,02 %                   |
| 6       | (0)              | Região da Madeira            | 252 693             | 2,4 %                               | 0,31 %                   |
| 7       | (0)              | Região dos Açores            | 238 794             | 2,3 %                               | 0,50 %                   |
|         |                  | Portugal                     | 10 421 117          | 100 %                               | 0,26 %                   |

### Grupos etários

#### População jovem
Em Portugal moravam 1 357 823 jovens entre as idades de 0 a 14 anos no ano de 2021, um decrescimento de 1,18 % comparado com o ano anterior de 2020, reduzindo o número de jovens em 16 234. A Região do Norte é a região com mais jovens, totalizando 446 747 e correspondendo a 32,9 % de todos os jovens nacionais, registando um decrescimento de 1,70 % e 7 739 jovens, de seguida a Área Metropolitana de Lisboa com 420 433 jovens, tendo 30,9 % de todos os jovens nacionais, registou um decrescimento de 0,92 % e 3 886 jovens. A Região do Centro com 269 262 jovens e 19,8 % de todos os jovens nacionais, com um decrescimento de 0,91 % e 2 480 jovens. Em quarto lugar vem a Região do Alentejo, com 89 321 jovens e 6,6 % de todos os jovens nacionais, tendo um decrescimento de 0,41 % e de 370 jovens comparado com o ano anterior de 2020. A Região do Algarve tem 64 510 jovens, correspondendo a 4,8 % de todos os jovens nacionais e um decrescimento de 0,67 % e 433 jovens. A Região dos Açores tem, em sexto lugar, 35 293 jovens e uma participação de 2,6 %, junto com um decrescimento de 1,21 % e 433 jovens. A Região da Madeira, em sétimo lugar, disponibiliza de 32 257 jovens, com uma participação de 2,5 %, tendo um descrescimento de 2,69 % e 893 jovens.
| Posição | Posição          | Região                       | População jovem (2021) | Participação (população jovem total) | Variação (%, desde 2020) | Variação (números, desde 2020) |
| Em 2021 | Comparada a 2020 | Região                       | População jovem (2021) | Participação (população jovem total) | Variação (%, desde 2020) | Variação (números, desde 2020) |
| ------- | ---------------- | ---------------------------- | ---------------------- | ------------------------------------ | ------------------------ | ------------------------------ |
| 1       | (0)              | Região do Norte              | 446 747                | 32,9 %                               | 1,70 %                   | 7 739                          |
| 2       | (0)              | Área Metropolitana de Lisboa | 420 433                | 30,9 %                               | 0,92 %                   | 3 886                          |
| 3       | (0)              | Região do Centro             | 269 262                | 19,8 %                               | 0,91 %                   | 2 480                          |
| 4       | (0)              | Região do Alentejo           | 89 321                 | 6,6 %                                | 0,41 %                   | 370                            |
| 5       | (0)              | Região do Algarve            | 64 510                 | 4,8 %                                | 0,67 %                   | 433                            |
| 6       | (0)              | Região dos Açores            | 35 293                 | 2,6 %                                | 1,21 %                   | 433                            |
| 7       | (0)              | Região da Madeira            | 32 257                 | 2,5 %                                | 2,69 %                   | 893                            |
|         |                  | Portugal                     | 1 357 823              | 100 %                                | 1,18 %                   | 16 234                         |

## Estatísticas das regiões
- por área
- por densidade populacional
- por exportações
- por importações
- por habitantes
- por IDH
- por nascimentos
- por PIB
- por população ativa
- por população com nacionalidade portuguesa
- por população desempregada
- por população empregada
- por população estrangeira
- por população em idade ativa
- por população idosa
- por população jovem
- por taxa de desemprego
- por taxa de emprego
- por taxa de natalidade